# یواس‌اس تالیبی (اس‌اس‌ان-۵۹۷)
یواس‌اس تالیبی (اس‌اس‌ان-۵۹۷) (به انگلیسی: USS Tullibee (SSN-597)) یک زیردریایی بود که طول آن ۲۷۳ فوت (۸۳ متر) بود. این زیردریایی در سال ۱۹۶۰ ساخته شد.